# Спорное (Магаданская область)
Спорное (до середины 1950-х гг. назывался Спорный) — опустевший посёлок (в 1953—2011 — посёлок городского типа) в Ягоднинском городском округе Магаданской области России, упразднённый в 2015 году.
Городская застройка представлена преимущественно панельными 5-этажными домами. Жилой массив посёлка хорошо виден с колымской трассы, которая огибает его в нижней части.

## География
Расположен на Магаданской автотрассе севернее города Магадан. Расстояние до административного центра 437 км.

## Экономика
Градообразующим предприятием поселка являлся Спорнинский авторемонтный завод (в настоящее время не функционирует). В непосредственной близости имеются золотодобывающие прииски.

## История
Название посёлок получил от ручья, который был отмечен в 1930 году на глазомерной карте геолога С. В. Новикова; ручей же получил своё название — Спорный — поскольку явился предметом спора двух геологов: прораба-поисковика Э. П. Бертина и С. В. Новикова. Так, Бертин доказывал, что если идти через верховье безымянного ручья, то можно достичь верховья речки Утиная, впадающей справа в реку Колыму. А Новиков говорил, что путь через водораздел Оротукан — Утиная ведёт в другой приток Колымы; прав в итоге оказался Бертин.
В первой половине 1930-х по долинам рек Утиная и Среднекан уже были развёрнуты горнодобывающие структуры, для своей деятельности нуждающиеся в людях, продовольствии, технике; для их подвоза была нужна дорога до Спорного, которую начали строить в 1933 году. Проект разработал дорожник-изыскатель Н. Кутузов. Строили в два этапа — сначала до определённого места, а потом от этого места завершали строительство; ширина дороги составила 4 метра.
Уже через год, в 1934-м, Спорный получил статус перевалочной базы, где концентрировались грузы, необходимые приискам и рудникам Главного приискового управления Колымы «Цветметзолото»: «Юбилейному», «Геологическому», «Борискину», «Холодному», «Утиному» и др. До «Утиного» уже была проложена автомобильная трасса. Окружающий предприятия лес послужил источником строительного материала: работники стали строить деревянные склады, бараки для заключённых и домики для вольнонаёмных. Также в посёлке построили бензобазу и намечали возведение мастерских по ремонту автотехники.
В начале 1936 года в посёлке появилась автобаза, а в 1937-м ввели в эксплуатацию дизельную электростанцию и начали возведение котельной. В 1938 году руководство Дальстроя дало задание управлению горнопромышленного строительства выполнить изыскания для прокладки бензопровода, соединяющего Спорное с Магаданом.
Постепенно посёлок благоустраивался: в начале 1940-х организовали парк культуры и отдыха. Комитет комсомола проявил инициативу и при автобазе заработали курсы по освоению автодела, на которых обучались более сорока человек и практиковались на автомобиле и мотоцикле, специально выделенных начальником автобазы.
Первые капитальные кирпичные дома из двух этажей были построены в Спорном в 1939—1940 гг. До этого все строения в посёлке были одноэтажные и деревянные. Кирпичные дома заняли руководители лагеря для заключённых, центральные мастерские по авторемонту и вольнонаёмные инженерно-технические кадры. Михаил Никитович Рюмин, один из заключённых, впоследствии реабилитированный и проживавший в Челябинске, строил эти дома. Он вспоминал, что кирпич доставлялся с завода, расположенного на правом берегу Колымы, недалеко от посёлка Дебин. Кирпичи изготавливали вручную заключённые; норма составляла 1500 штук за смену на каждого. Другие работы также зачастую выполняли лагерники, поскольку вольных было не так много. Заключённые занимались добычей золота, разработкой торфа, ремонтом автомобилей, слесарничали.
Дмитрий Кузьмич Шевяков в 1942 году был заключённым и работал в мастерских токарем; после освобождения он обосновался в Волгограде. Согласно его воспоминаниям, в лагере Спорного содержалось порядка двух с половиной тысяч человек. В 1942 году в автобазу Спорного поступили машины «ЗИС-21» и «Студебеккер», на которых с торфоразработок возили торф, служивший топливом для котельной. «ЗИС-21» работал не на бензине, а на дровах — его адаптировали для такого топлива в мастерской и после называли «газгеном».
В 1944—1946 гг. строилась и испытывалась пробная высоковольтная линия электропередач между посёлком «Спорный» и прииском «Утиный», однако на требуемые параметры выйти не удалось и руководство «Дальстроя» эксперимент прекратило.
Статус посёлка городского типа — с 1953 года.
Годы после Великой Отечественной войны отличались интенсивным строительством; кирпичей на всё не хватало и некоторые дома возводили из бруса и сборно-щитовых конструкций. В 1950-е гг. старые склады заменили металлическим сборно-разборным зданием в 1400 м²; а для скоропортящихся продуктов соорудили ледник. В следующие 20 лет построили среднюю школу, кинотеатр и Дом культуры, а в 1980-е — пятиэтажные жилые здания. В 1990-е гг. строить прекратили, деревянные дома постепенно ветшали.
В зимний сезон 1992/1993 годов произошла авария в поселковой котельной. Поселок был заморожен. Бывшие жители посёлка утверждают, что эвакуации не было и в помине, люди ставили в домах печки-буржуйки и жили без канализации.
Авторемонтный завод закрылся в 1993 году и часть техники и другого имущества была распродана, много жителей осталось без работы. Численность населения стала сокращаться. В 1993 году создали АО «Коммунальник», ответственное за обеспечение жителей водой и теплом, а также за коммунальное хозяйство. Опорный пункт милиции в 1994 году перебазировали в посёлок Дебин.
В 2003 году на котельной случился пробой силового кабеля, который обесточил 30-квартирный дом со 150-ю жильцами: на долгое время они остались без света и тепла и были на грани замерзания; потом аварию устранили.
Посёлок существовал после этого примерно до 2006—2007 годов, а затем был расселён по федеральной программе. С этого времени считается посёлком-призраком.
С 2005 до 2011 посёлок вместе с посёлком Стан Утиный образовывал городское поселение посёлок Спорное, а с 2011 до 2015 гг. — сельское поселение «посёлок Спорное», упразднённое в 2015 году согласно Закону Магаданской области от 24 апреля 2015 года N 1891-ОЗ.

## Население
| 1959 | 1970  | 1979  | 1989  | 1990  | 1995 | 2002 |
| ---- | ----- | ----- | ----- | ----- | ---- | ---- |
| 3988 | ↘2952 | ↘2916 | ↘2567 | ↘2500 | ↘850 | ↗921 |
| 2009 | 2010  | 2011  | 2012  | 2013  | 2014 | 2015 |
| ↘332 | ↘8    | ↘4    | ↘0    | →0    | →0   | →0   |
| 2021 |       |       |       |       |      |      |
| →0   |       |       |       |       |      |      |